# GJ 625 b
GJ 625 b es un planeta que orbita la estrella AC 54 1646-56 en la constelación de Draco fue detectado por el  Buscador de Planetas por Velocidad Radial de Alta Precisión en el Hemisferio Norte. y publicado en arxiv el 18 de mayo de 2017. El planeta, AC 54 1646-56b (GJ 625b), orbita en el borde interno zona habitable circunestelar de su estrella. Su Velocidad de Semiamplitud K es de 1,79 (± 0,3) m/s, eje semimayor de 0,078399 (-4.5e-05 + 4.2e-05) UA, una masa mínima M sin i de 2,82 ± 0,51 M⊕ y un período orbital de 14,638 (-0.013 +0.012) JD.